# Hallucinations collectives 2014
Le festival des Hallucinations collectives 2014 est la septième édition des Hallucinations collectives.

## Déroulement et faits marquants
La septième édition a eu lieu du mercredi 16 au lundi 21 avril 2014,,.
Le festival propose une thématique sur le New York des années 1970/1980 et un hommage à l'ancienne société de production et distribution Empire International Pictures (en). La carte blanche est offerte au réalisateur français Pascal Laugier.
La nouveauté de cette année est le remplacement du Jury par le public pour décerner le grand prix du Festival pour la compétition internationale. La compétition des courts-métrages est maintenant effectuée en une seule séance avec la projection des œuvres les une après les autres. 

### Projections
| Titre | Réalisateur(s)                     | Année            | Pays                    |
| Film d'ouverture                                                                                           | Film d'ouverture                   | Film d'ouverture | Film d'ouverture        |
| --- | ---------------------------------- | ---------------- | ----------------------- |
| Eve (6 min)                                                                                                | Eric Gandois                       | 2014             | France                  |
| Young Detective Dee : Rise of the Sea Dragon (Di Renjie : Shen du long wang) (en compétition long métrage) | Tsui Hark                          | 2013             | Chine                   |
| Longs métrages en compétition                                                                              |                                    |                  |                         |
| Aux yeux des vivants                                                                                       | Julien Maury et Alexandre Bustillo | 2014             | France                  |
| Shield of Straw (Wara No Tate)                                                                             | Takashi Miike                      | 2013             | Japon                   |
| The Babadook                                                                                               | Jennifer Kent                      | 2014             | Australie               |
| R100 | Hitoshi Matsumoto                  | 2013             | Japon                   |
| The Double                                                                                                 | Richard Ayoade                     | 2014             | Royaume-Uni             |
| Au nom du fils                                                                                             | Vincent Lannoo                     | 2013             | Belgique                |
| Courts métrages en compétition                                                                             |                                    |                  |                         |
| Gregory Go Boom (17 min)                                                                                   | Janicza Bravo                      | 2013             | États-Unis              |
| Unicorn Blood (8 min)                                                                                      | Alberto Vazquez                    | 2013             | Espagne                 |
| Middle (5 min)                                                                                             | Soichi Umezawa                     | 2013             | Japon                   |
| The Obvious Child (12 min)                                                                                 | Stephen Irwin                      | 2013             | Royaume-Uni             |
| Jeu de l’inconscient (Subconscious Password) (11 min)                                                      | Chris Landreth                     | 2013             | Canada                  |
| Rough Trade (17 min)                                                                                       | Drew Lint                          | 2013             | Canada                  |
| L’ouragan Fuck You Tabarnak (14 min)                                                                       | Ara Ball                           | 2013             | Canada                  |
| Nectar (18 min)                                                                                            | Lucile Hadzihalilovic              | 2014             | France                  |
| New York, Jungle Urbaine                                                                                   |                                    |                  |                         |
| Wolfen | Michael Wadleigh                   | 1981             | États-Unis              |
| Vigilante                                                                                                  | William Lustig                     | 1983             | États-Unis              |
| Les Guerriers de la nuit (The Warriors)                                                                    | Walter Hill                        | 1979             | États-Unis              |
| Fort Bronx (Night of the Juggler)                                                                          | Robert Butler                      | 1980             | États-Unis              |
| Empire (en) contre-attaque                                                                                 |                                    |                  |                         |
| Terrorvision                                                                                               | Ted Nicolaou (en)                  | 1986             | États-Unis              |
| Fou à tuer (Crawlspace)                                                                                    | David Schmoeller                   | 1986             | États-Unis              |
| Les Poupées (Dolls)                                                                                        | Stuart Gordon                      | 1987             | États-Unis              |
| Soirée New-York trash                                                                                      |                                    |                  |                         |
| Street Trash                                                                                               | Jim Muro                           | 1986             | États-Unis              |
| Frankenhooker                                                                                              | Frank Henenlotter                  | 1990             | États-Unis              |
| Documentaire                                                                                               |                                    |                  |                         |
| Super 8 Madness !                                                                                          | Fabrice Blin                       | 2014             | France                  |
| Nouvelles visions                                                                                          |                                    |                  |                         |
| Bad Trip 3D (Paranormal Bad Trip 3D)                                                                       | Frédéric Grousset                  | 2014             | France                  |
| Cabinet de curiosités                                                                                      |                                    |                  |                         |
| Les Aventures de Buckaroo Banzaï à travers la 8e dimension                                                 | W.D. Richter                       | 1984             | États-Unis              |
| Le Corrupteur (The Nightcomers)                                                                            | Michael Winner                     | 1971             | Royaume-Uni             |
| Baxter | Jérôme Boivin                      | 1989             | France                  |
| Le Château de la pureté (El Castillo de la Pureza)                                                         | Arturo Ripstein                    | 1973             | Mexique                 |
| Carte blanche à Pascal Laugier                                                                             |                                    |                  |                         |
| L'Exorciste 2 : L'Hérétique (Exorcist II: The Heretic)                                                     | John Boorman                       | 1977             | États-Unis              |
| Le Locataire                                                                                               | Roman Polanski                     | 1976             | France                  |
| Ces garçons qui venaient du Brésil (The Boys From Brazil)                                                  | Franklin J. Schaffner              | 1978             | États-Unis- Royaume-Uni |
| Film de clôture                                                                                            |                                    |                  |                         |
| Goal of the Dead                                                                                           | Benjamin Rocher et Thierry Poiraud | 2014             | France                  |

### Prix
- Grand prix du festival longs métrages (prix du public) : The Double de Richard Ayoade ;
- Grand prix courts métrages (prix du public) : Middle de Soichi Umezawa.